# Joieria per a pírcing

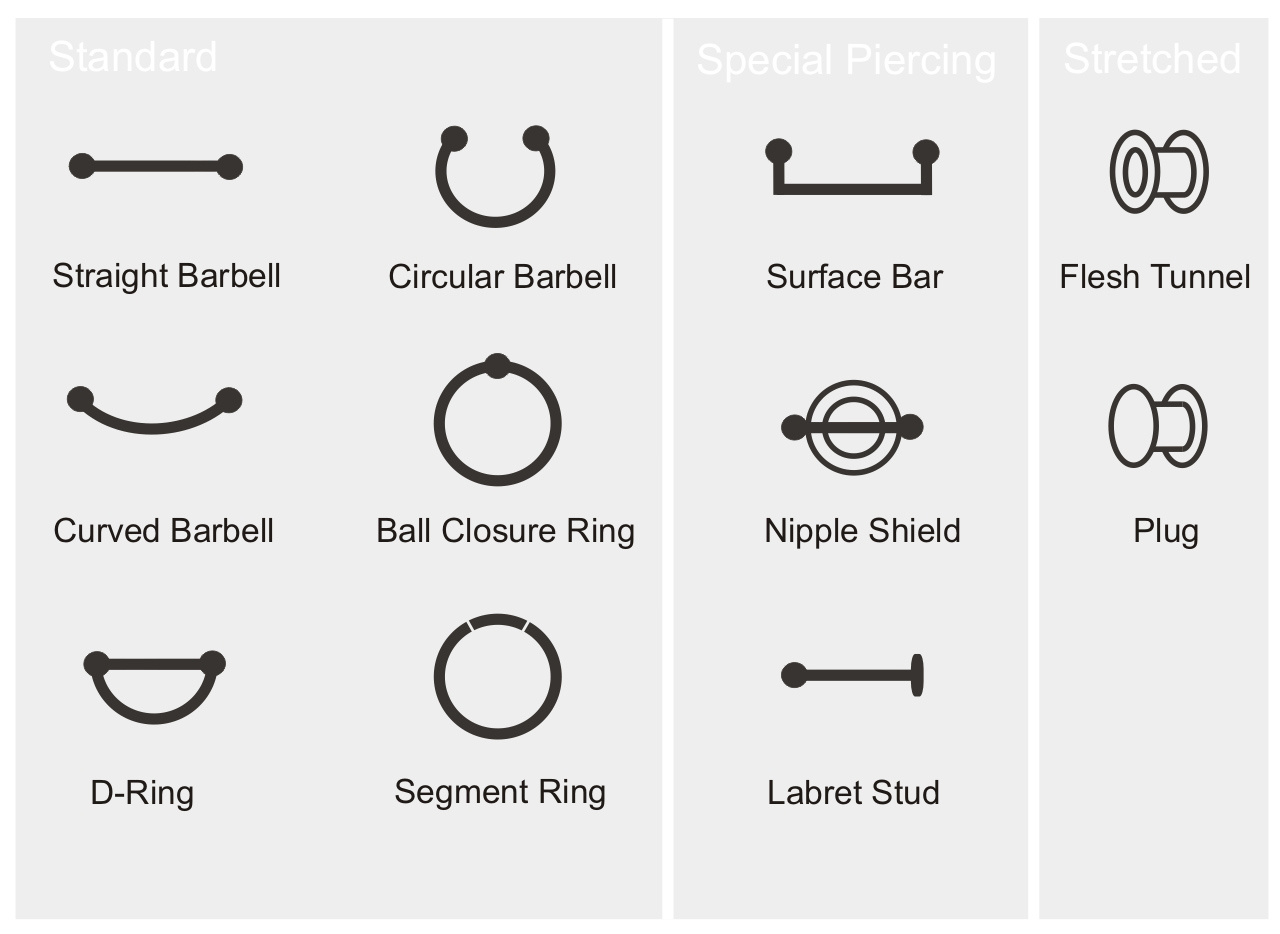
Joieria per a pírcing

La joieria per a pírcing és un tipus de joieria elaborada en estils i amb materials especials que s'utilitzaran en la pràctica del pírcing.

## Història
Originalment, s'utilitzava qualsevol arracada circular en la pràctica del pírcing modern. En el moment en què aquesta pràctica es va generalitzar i va deixar de ser una pràctica aïllada, es va fer disponible una gran quantitat de joies especialitzades per al pírcing.
Actualment, la joieria per a pírcing està construïda amb materials biocompatibles que romanen inalterables al llarg del temps i amb formes que faciliten la curació i són còmodes durant la inserció i l'ús diari.

## Tipus
Alguns d'aquests accessoris posseeixen dissenys estranys i extravagants i varien en la mida. En general poden mesurar 1 mil·límetre, i els més grans van de 8 fins als 12 mil·límetres.
La joieria per a pírcing inclou actualment:
- Allargador o plug: joies completes que poden tenir diverses formes, fins i tot espirals, per permetre l'ampliació del forat.
- Anell de bola captiva o anell tancat amb bola: anell tancat per una bola, sovint utilitzat per al pírcing a l'orella, pírcing nasal, pírcing al mugró i als pírcings genitals.
  - Navel ring: variant de l'anell de bola captiva utilitzat específicament en el pírcing al melic. Sovint s'anomena anell de melic.
  - Nipple ring: nom pres de l'anell de bola captiva al pírcing al mugró.
  - Nose ring: és un anell de bola captiva usat en el pírcing nasal.
  - Segment ring o anell segmentat: variant de l'anell de bola captiva que en lloc de tancar amb una bola, s'utilitza un segment circular que dona l'aparença d'un anell circular.
- Arracades: joia clàssica feta específicament per al pírcing a l'orella, en diversos estils (que poden incloure tant anells com barres) i materials. Al món occidental, és el tipus de joieria més comuna i difosa per al pírcing.
- Barbell, barbell recte o barra recta: petita barra amb dues boles de bloqueig en els extrems de diverses longituds, sovint utilitzats en el pírcing al mugró i l'pírcing a l'orella (en la variant de pírcing industrial). D'aquest tipus de joies es deriven:
  - Barbell corbat, barra corbada o banana: barra de corba específica, usada per al pírcing al melic.
  - Barbell circular o ferradura: anell obert, amb els extrems tancats per dues boles, usats com a alternativa a l'anell de bola captiva.
  - Barbell superficial o barra superficial: barra amb cantonades doblegades en angle recte que s'utilitza en pírcings superficials.
  - D-Ring o anell en forma de D: barra a la qual s'afegeix un segment en forma de «D» a la barra a través de les boles, normalment utilitzat per al pírcing al mugró;
  - Mugronera: joia de diverses formes, circular, que envolta la base del mugró, fixada per una barra, que s'utilitza en el pírcing al mugró.
- Cadena: tipus de cadena especialment feta de materials biocompatibles, de manera que es pot inserir en una perforació, generalment dilatada. Sovint (però no necessàriament) està associat amb pràctiques de BDSM.
- Disc labial: tipus de joieria utilitzada en la pràctica tribal de dilatació del pírcing al llavi.
- Espiral
- Flesh tunnel: joies internament buides, en forma de cilindre.
- Labret: utilitzat en els pírcings facials, és una barra amb un extrem pla per evitar irritacions de les genives.
- Prince's wand
- Stud
- Tembetà
- Urpa

## Galeria d'imatges

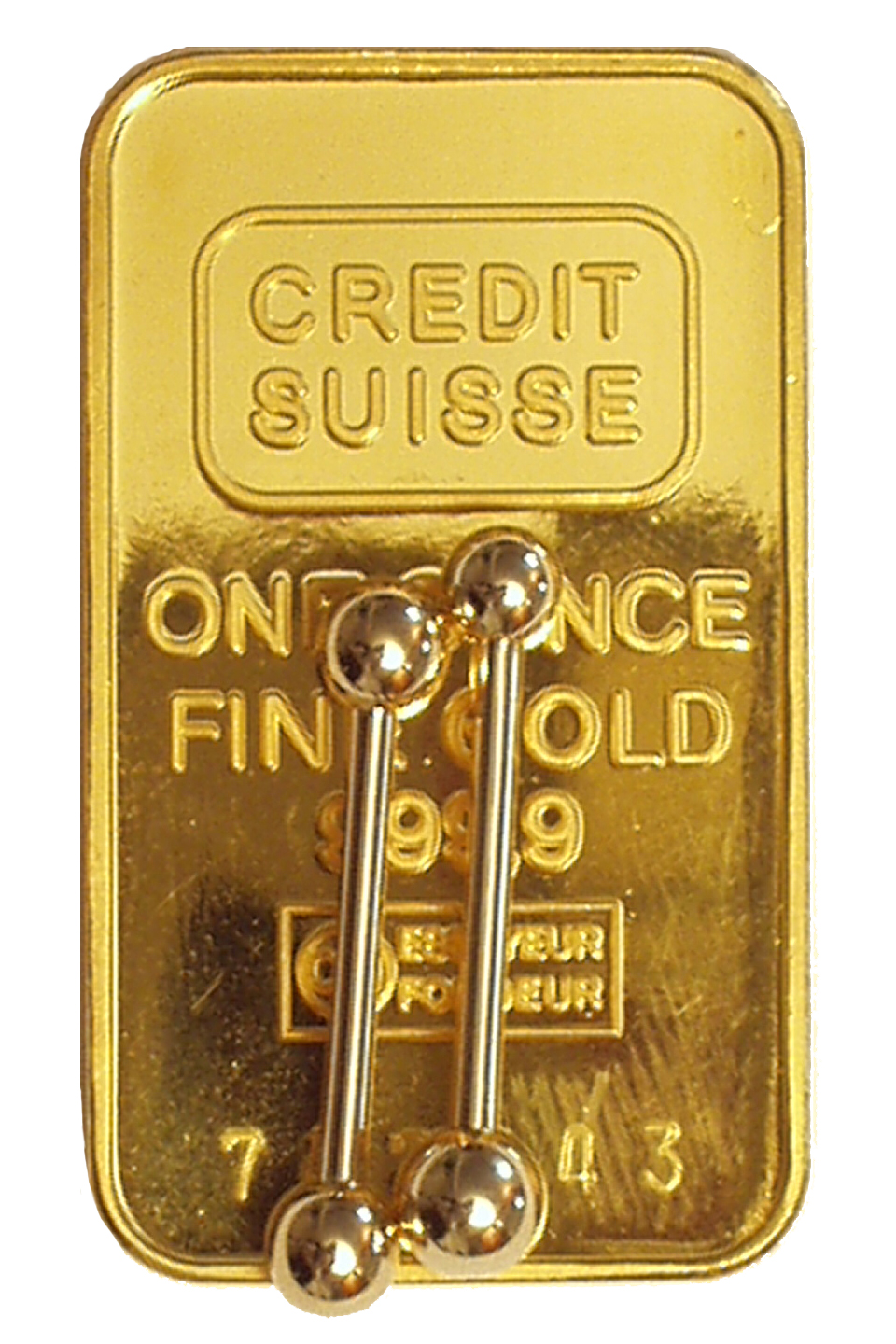
Barbell d'or
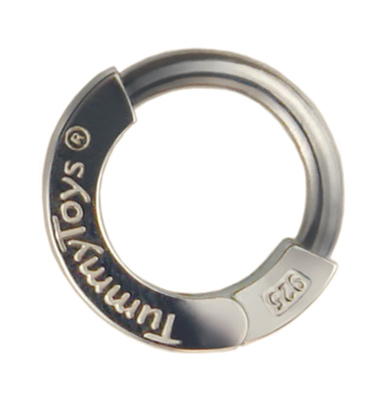
Navel ring
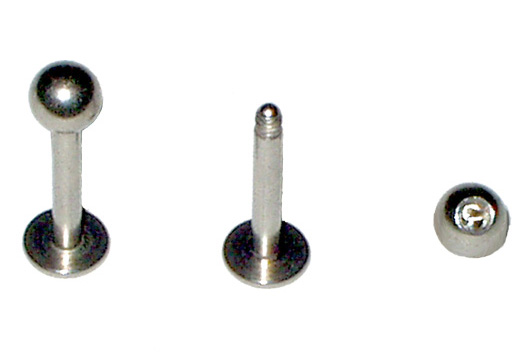
Labret
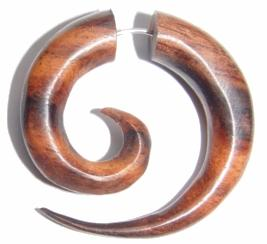
Fals endoll
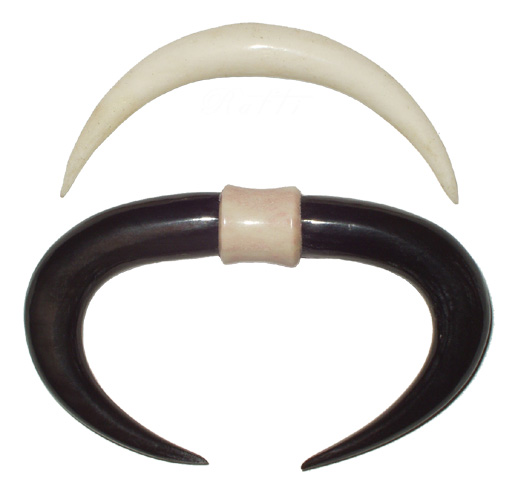
Urpa de banya fet a mà
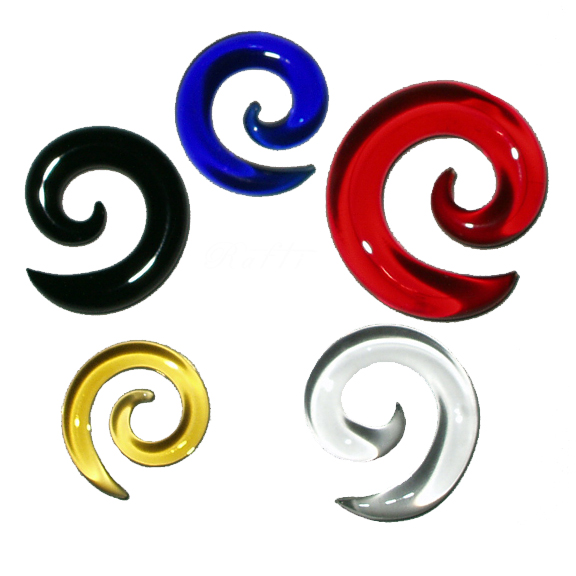
Espirals de vidre
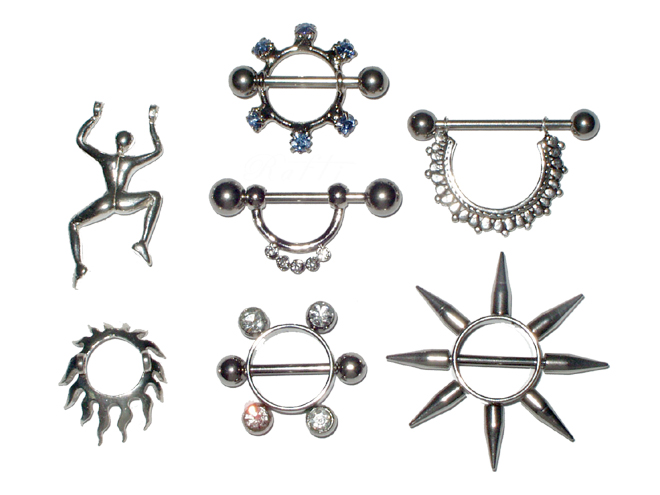
Mugroneres
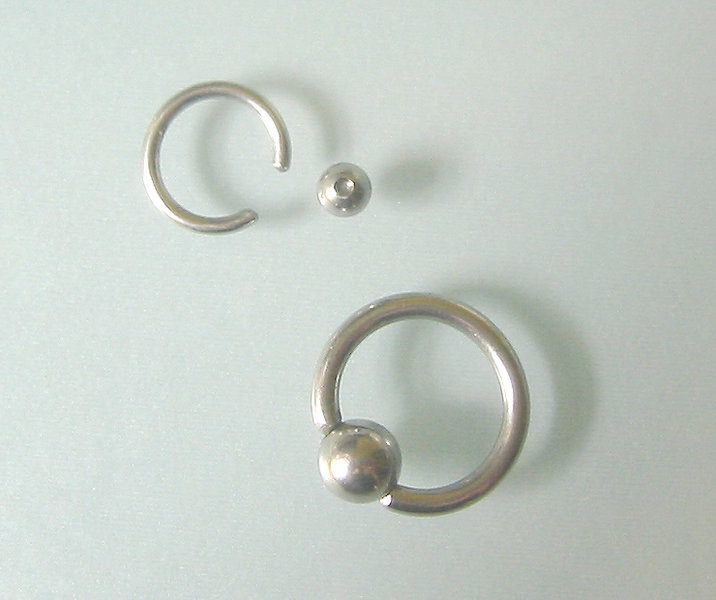
Anell de bola captiva
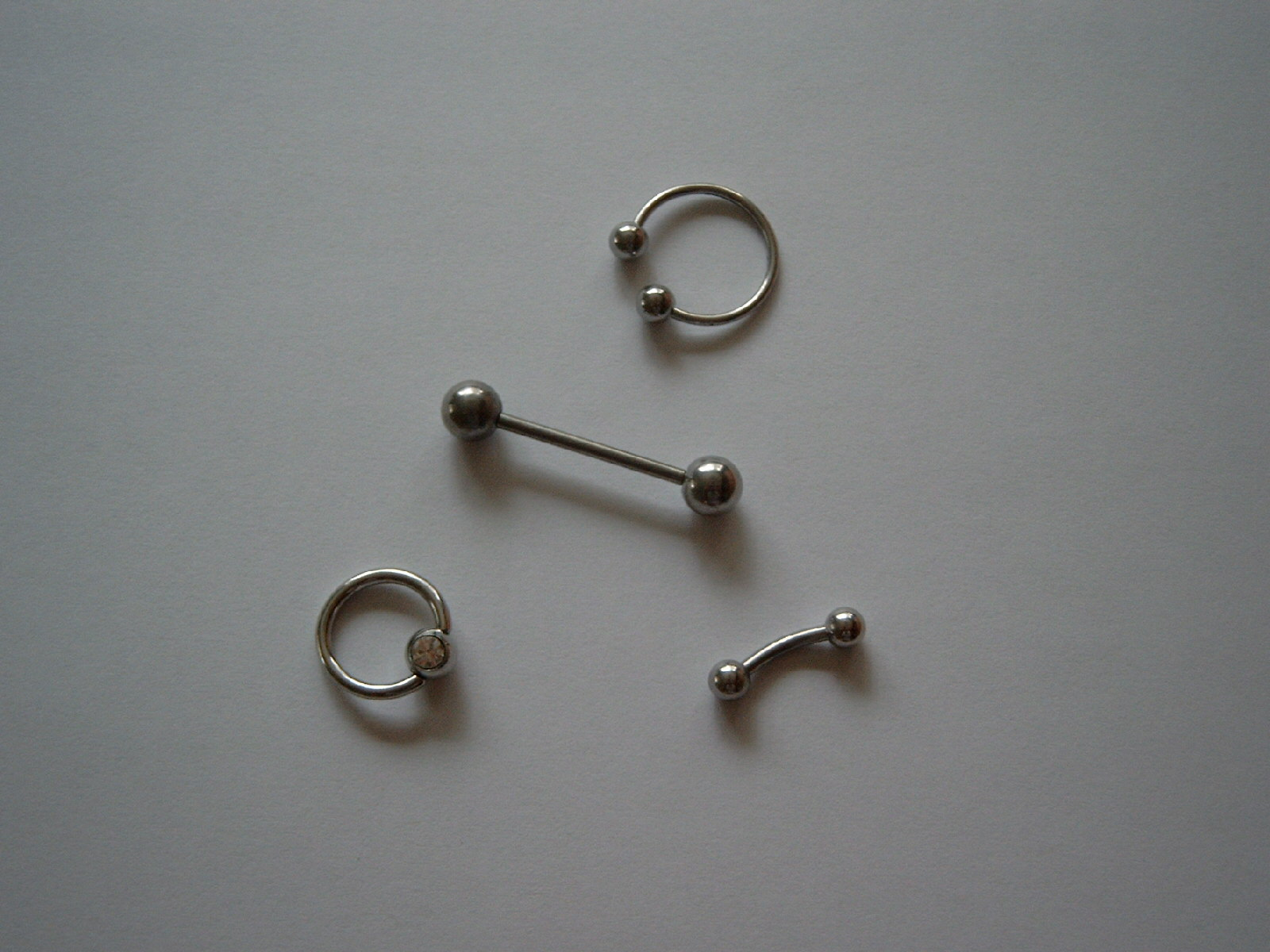
Barbell circular, barbell, barbell tancat amb bola i barbell corbat
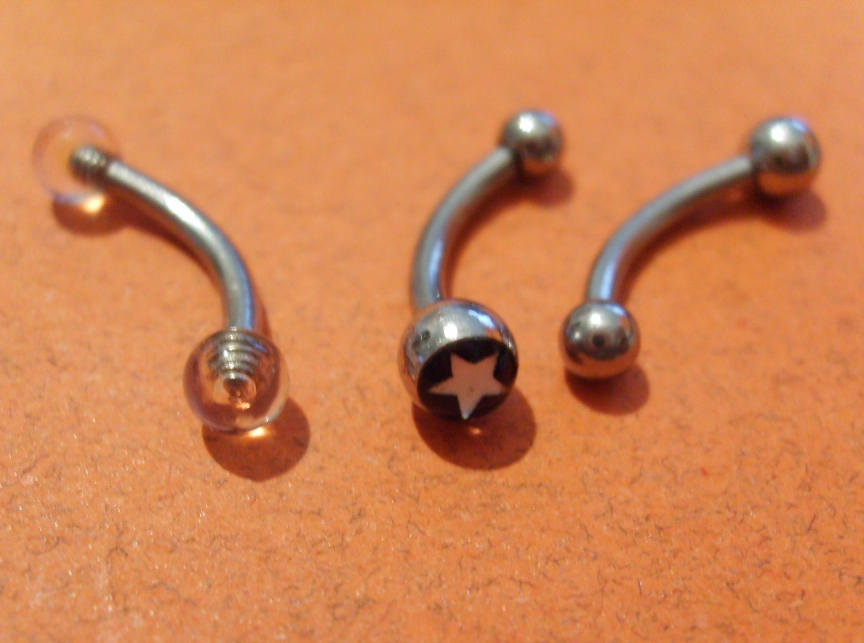
Barbell corbat
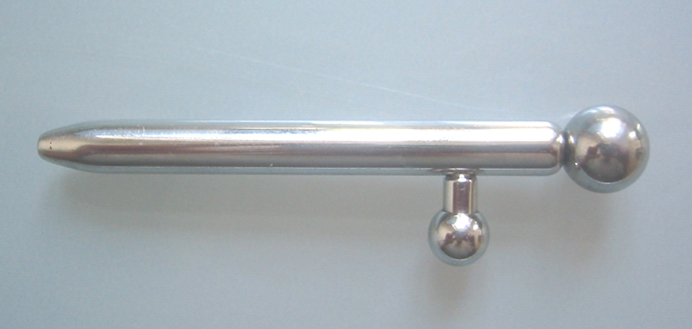
Prince's wand
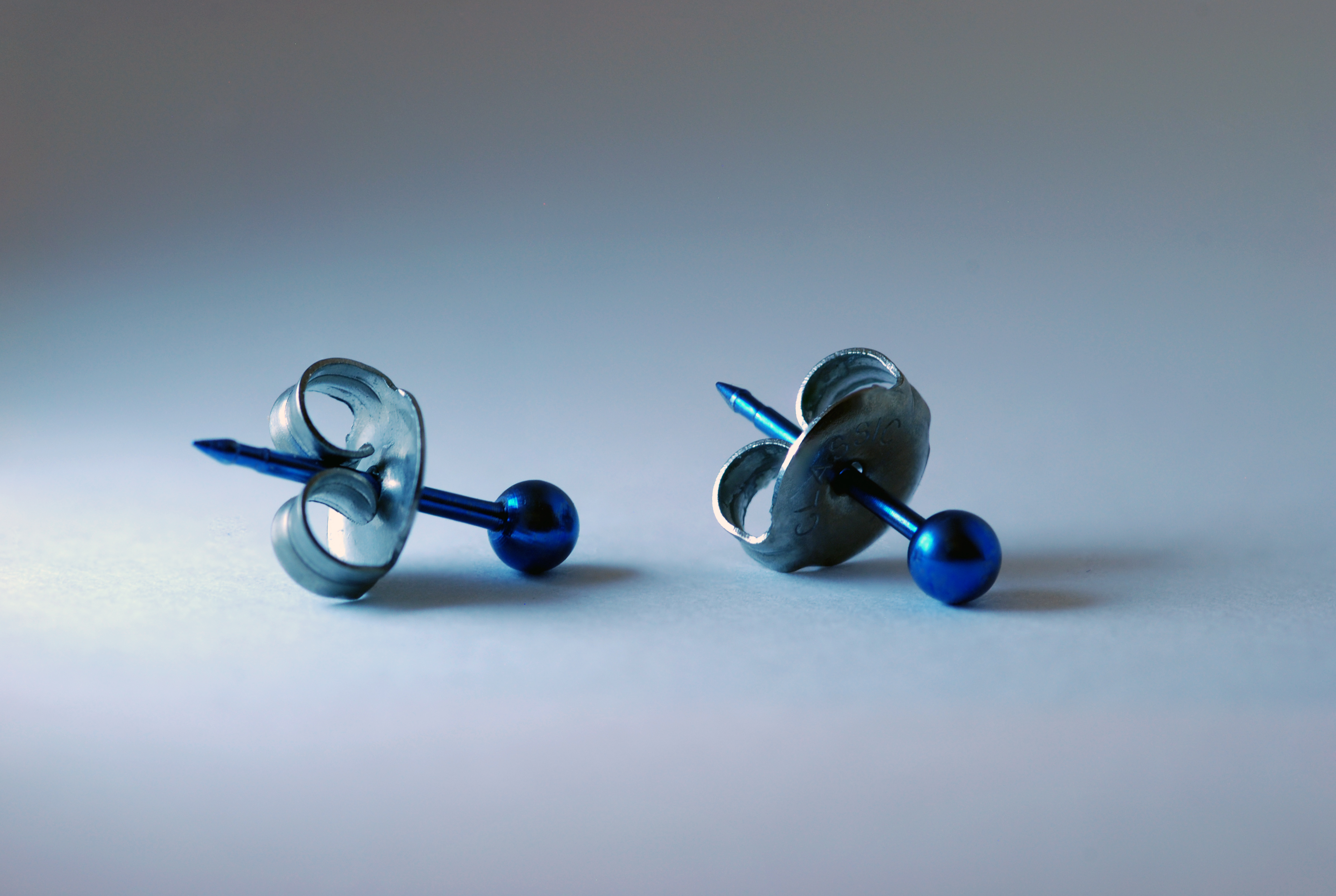
Arracada clàssica per a pírcing de lòbul
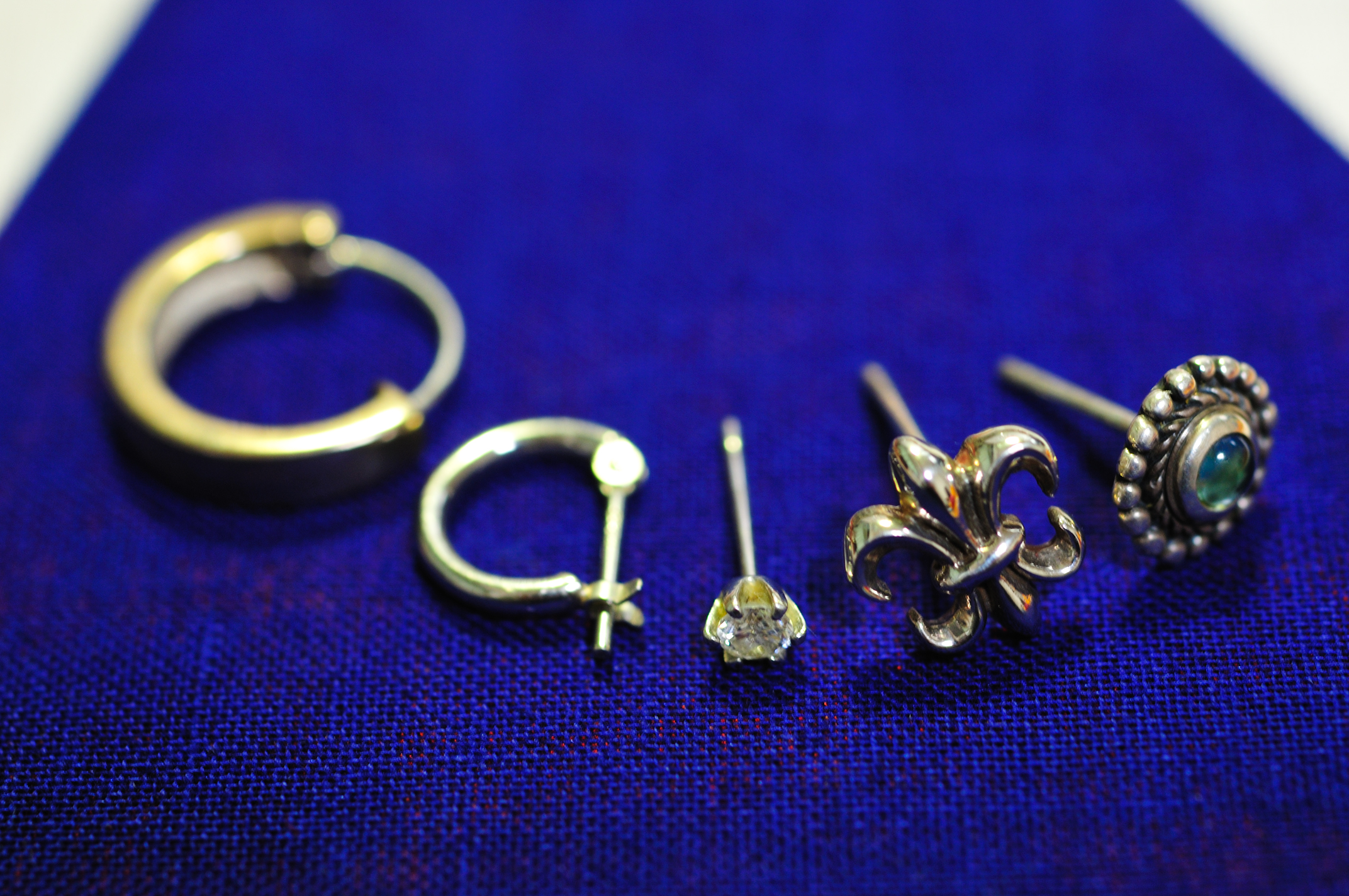
Arracades de diferents formes
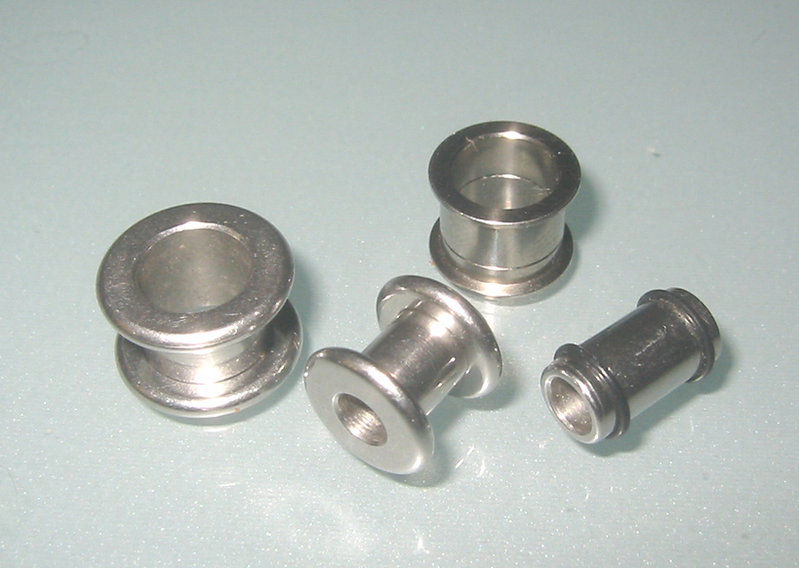
Flesh tunnel
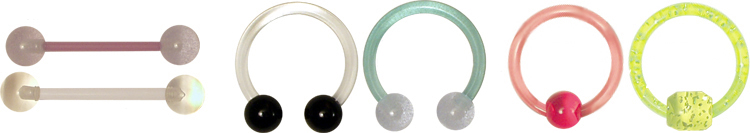
Joieria per a pírcing de plàstic

## Materials
Els materials utilitzats per a la producció de joieria per a pírcing han evolucionat a partir de l'ús inicial de l'or i l'argent fins l'ús actual i generalitzat d'acer quirúrgic, titani, niobi, vidre, diversos tipus de plàstic (especialment bioplàstics), fusta, banya, ambre, pedra, bambú, silicona, vori, ullal i altres tipus de material ossi, porcellana, etc.
Altres materials, com llautó i níquel, poden ser perjudicials per a la salut.